# جی. ای. سی. ردفورد
جاناتان آلفرد کلاسون ردفورد (انگلیسی: Jonathan Alfred Clawson Redford; زاده ۱۴ ژوئیه ۱۹۵۳) آهنگساز، تنظیم‌کننده و رهبر ارکستر اهل ایالات متحده آمریکا است. وی از سال ۱۹۷۶ میلادی تاکنون مشغول فعالیت بوده است.

## حرفه
از سال ۱۹۷۶ تا به امروز، ردفورد به‌طور همزمان برای سینما و تلویزیون، کنسرت، گروه‌های کر و تئاتر، موسیقی نوشته است. ژرمی نویر در مقاله ای در سال ۲۰۰۹ نوشت: «این تجربه غنی است که موسیقی ردفورد را منحصر به فرد می‌کند و از مجموعه ای باورنکردنی از تأثیرات ناشی می‌شود… جی.ای.سی. ردفورد با تطبیق پذیری باورنکردنی خود را از سایر آهنگسازان موسیقی فیلم متمایز می‌کند و همانقدر در موسیقی پاپ احساس راحتی می‌کند که در موسیقی جاز یا موسیقی کنسرت.»
هنرمندان و گروه‌هایی که آثار او را اجرا کرده‌اند عبارتند از: آکادمی سنت مارتین این د فیلدز، جاشوا بل، لیونا بوید، کانتوس، ارکستر سمفونیک شیکاگو، تریو دبیوسی، ارکستر فیلارمونیک اسرائیل، ارکستر فیلارمونیک نیویورک و سمفونی یوتا.
موسیقی او در برنامه‌های مرکز کندی در واشینگتن دی.سی. مرکز لینکلن در نیویورک، تالار کنسرت والت دیزنی در لس آنجلس، کلیسای سن پیترو در رم و رویال آلبرت هال لندن به اجرا درآمده است.
ردفورد با همکاری هنرمندان دیگر، برای آهنگسازان برنده جایزه اسکار جیمز هورنر، آلن منکن، رندی نیومن، و ریچل پورتمن و همچنین برای ترنس بلنچرد، دنی الفمن، مارک آیشام، توماس نیومن، مارک شیمن، و بنوا ژوترا آهنگساز و مدیر موسیقی سیرک آفتاب، در پروژه‌هایی از جمله پری دریایی کوچولو، کابوس پیش از کریسمس، کاملا طوفانی، آواتار، مرد عنکبوتی شگفت‌انگیز، خدمتکاران، بانوی آهنی، اسکای‌فال، ۱۹۱۷، و وال-ئی و در جستجوی دوری تنظیم یا رهبری ارکستر کرده است. او برای هنرمندان برنده جایزه گرمی جاشوا بل، استون کورتیز چپمن، بانی ریت و استینگ موسیقی نوشته و ضبط کرده است. وی همچنین تولید، تنظیم و رهبری موسیقی برای گروه کر مستر لس آنجلس را برعهده داشته و به عنوان مشاور مؤسسه فیلم ساندنس، معلم برنامه Artists-in-Schools برای موقوفه ملی هنرها، سخنران مهمان در دانشگاه کالیفرنیای جنوبی و دانشگاه کالیفرنیا، لس آنجلس، و عضو کمیته‌های اجرایی شاخه موسیقی برای آکادمی علوم و هنرهای تصاویر متحرک و آکادمی علوم و هنرهای تلویزیون بوده است.